# L'Appel de la chair
Pour plus de détails, voir Fiche technique et Distribution.
L'Appel de la chair (La notte che Evelyn uscì dalla tomba) est un giallo italien coécrit et réalisé par Emilio Miraglia, sorti en 1971.

## Synopsis
Ébranlé par la mort de son épouse infidèle Evelyn, l'aristocrate Alan Cunningham a été interné dans un asile psychiatrique. Aussitôt relâché, il ramasse des prostituées rousses dans les boîtes de nuit pour les ramener dans son château en partie en ruines pour y exercer des jeux sadomasochistes avec elles. Comme elles ressemblent à sa femme défunte, qui le hante dans ses rêves, il devient fou et les tue. Son garde-chasse, qui n'est autre que le frère d'Evelyn, garde le silence en échange d'une somme d'argent que lui remet Alan. Un jour, grâce à son cousin George, il rencontre une superbe rousse, Gladys, qui lui rappelle évidemment Evelyn. Suivant le conseil de George, Alan l'épouse pour tenter de se soigner car elle est la sosie de son ancienne épouse. Une fois la nouvelle Lady Cunningham installée avec lui dans son château, il devient la proie d'hallucinations et croit entendre le fantôme de son ex-épouse, Evelyn, qui est bien décidée à le persécuter... 
Pourtant, rapidement, le frère d'Evelyn et la tante invalide d'Alan sont assassinés tandis que le fantôme d'Evelyn semble bien être réel, des événements qui perturbent Alan qui redevient fou, loin de se douter que son cousin et Gladys sont complices d'une machination censée l'interner définitivement pour accéder à son héritage...

## Fiche technique
- Titre original : La notte che Evelyn uscì dalla tomba
- Titre français : L'Appel de la chair
- Réalisation : Emilio Miraglia
- Scénario : Massimo Felisatti, Fabio Pittorru et Emilio Miraglia
- Photographie : Gastone Di Giovanni
- Montage : Romeo Ciatti
- Musique : Bruno Nicolai
- Production : Antonio Sarno
- Société de production : Phoenix Cinematografica
- Société de distribution : Cineriz
- Pays d'origine : Italie
- Format : Couleurs - Scope - Mono
- Durée : 103 minutes
- Date de sortie :
  -  Italie : 18 août 1971
  -  France : 3 mai 1973

## Distribution
- Anthony Steffen  (VF : Daniel Gall) : Lord Alan Cunningham
- Marina Malfatti : Gladys Cunningham
- Enzo Tarascio (VF : Francis Lax) : George Harriman (crédité comme Rod Murdock)
- Giacomo Rossi Stuart : Dr. Richard Timberlane
- Umberto Raho : Farley
- Roberto Maldera : Albert
- Joan C. Davis : tante Agatha (créditée comme Joan C. Davies)
- Erika Blanc : Susie
- Ettore Bevilacqua : le gardien du cimetière
- Brizio Montinaro (crédité comme Montinaro Brizio)
- Maria Teresa Tofano : Polly (créditée comme M. Teresa Toffano)
- Paola Natale